# الفرقة الوسطى
الفرقة الوسطى هو جماعة مُسلحة تابعة للجيش السوري الحر تشكّلت في سوريا عام 2015 خلال الحرب الأهلية السورية.

## التاريخ
تشكّلت الفوج الأول في سبتمبر (أيلول) 2015 من اندماج مجموعتي لواء سيف الله وجيش الفاتحين في أرض الشام، وهما جماعتين مسلحتين كانتا تابعتين للجيش السوري الحر. انضمت الفرقة الوسطى بعد ذلك إلى غرفة عمليات فتح حلب، ثُم انضمت إلى ائتلاف جيش النصر. وفي 28 مايو (أيار) 2018، اندمجت الفرقة الوسطى مع عشر مجموعات أخرى من فصائل الجيش السوري الحر لتُشكّل معًا الجبهة الوطنية للتحرير.

## التسليح والدعم
حظيت قوات الفرقة الوسطى بدعم الولايات المتحدة الأمريكية، وتلقت شحنات من صواريخ بي جي إم-71 تاو المضادة للدبابات التي سلمتها الولايات المتحدة الأمريكية لفصائل المعارضة السورية في عام 2015.

## المعارك
نشطت الفرقة الوسطى بشكل رئيسيّ في شمال محافظة حماة وجنوب محافظة إدلب، كما تواجدت في محافظة حلب، وشاركت بصورة فعالة في الاشتباكات الدائرة في محافظة حماة منذ عام 2017. وفي فبراير (شباط) 2017، كان عدد من مقاتلي الفرقة الوسطى من بين ضحايا مجازر خان شيخون التي ارتكبها لواء الأقصى.